# Lütjenburg

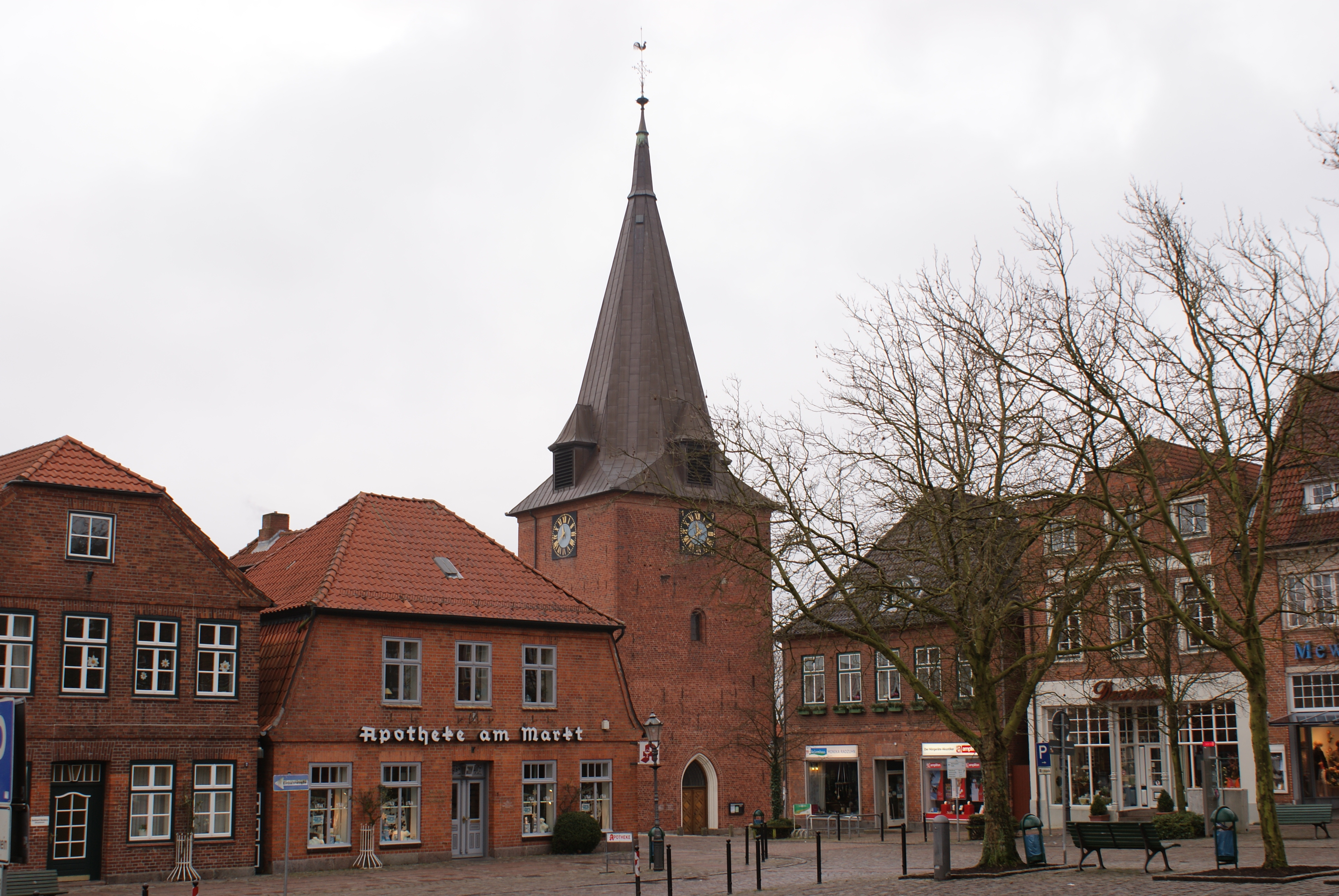
Luetjenburg, Praça do Mercado e Igreja

Lütjenburg é uma cidade da Alemanha, localizado no distrito de Plön, estado de Schleswig-Holstein.